# Nanostreptus inconstans
Nanostreptus inconstans är en mångfotingart som först beskrevs av Carl 1914.  Nanostreptus inconstans ingår i släktet Nanostreptus och familjen Spirostreptidae. Inga underarter finns listade i Catalogue of Life.